# Kyaikto
Kyaikto är en stad i Myanmar. Den ligger i delstaten Mon, i den södra delen av landet, 290 km söder om huvudstaden Naypyidaw. Kyaikto ligger 23 meter över havet och folkmängden uppgår till cirka 35 000 invånare.

## Geografi
Terrängen runt Kyaikto är platt. Havet är nära Kyaikto söderut. Runt Kyaikto är det ganska tätbefolkat, med 129 invånare per kvadratkilometer. Trakten runt Kyaikto består till största delen av jordbruksmark.

## Klimat
Tropiskt monsunklimat råder i trakten. Årsmedeltemperaturen i trakten är 25 °C. Den varmaste månaden är april, då medeltemperaturen är 30 °C, och den kallaste är september, med 20 °C. Genomsnittlig årsnederbörd är 4 522 millimeter. Den regnigaste månaden är juli, med i genomsnitt 1 132 mm nederbörd, och den torraste är januari, med 1 mm nederbörd.